# Kombolča
Kombolča (engleski: Kombolcha) je grad i woreda u središnjoj Etiopiji, na magistralnoj cesti Adis Abeba - Asmara u zoni Debub Volo u regiji Amhara.

## Zemljopisne osobine
Grad leži na Etiopskoj visoravni na nadmorskoj visini od 1842 do 1915 m. Od Adis Abebe udaljen je oko 220 km. u pravcu sjeveroistoka. Kombolča dijeli s obližnjim gradom Dese (13 km) Zračnu luku Kombolča (ICAO kod HADC, IATA DSE).
Kombolča je industrijski grad, u gradu djeluje Čeličana Kombolča i Tvornica tekstila  (KTF) od 9. ožujka 2009. koja svoje proizvode izvozi u Italiju, Švedsku, Belgiju i Kinu.

## Povijest
Najnovija arheološka iskapanja pored grada otkrila su "ostatke kršćanskih naselja s kraja 1. tisućljeća".
Kad je njemački kršćanski misionar Johann Ludwig Krapf pao u zarobljeništvo oromskog plemena Volo 1843., on je vidio i tadašnju Kombolču, koju je opisao kao selo pored rijeke Borkane.
Kombolča je oživila i dobila na značaju za vrijeme talijanske okupacije, kao sjedište garnizona, dobila je poštu, telefon, zdravstvenu kliniku, spaccio ("trafiku"), vojarnu od baraka i sve ono što treba vojci.
Kombolča je bila sjedište humanitarnih organizacija Ujedinjenih naroda i drugih organizacija za velike gladi 1984. u Etiopiji. 

## Stanovništvo
Prema podacima Središnje statističke agencije 
Etiopije za 2005., Kombolča je imala ukupno 68,766 stanovnika, od kojih je 36,102 bilo 
muškaraca te 32,664 žena. Woreda Kombolča ima 8.66 km², te gustoću od 7,940.60 
stanovnika na 1 km².
Tri najveće etničke skupine u Kombolči su Amharci (91.34%), Tigré (5.85%) i Oromci (1.29%), sve ostale etničke skupine tvore ostatak od 0.52% stanovnika. Amharski jezik kao materinski govori 93.02%, Tigrinju kao materinji jezik govori 5.2%, Oromifu govori 1.11%, dok njih 0.67% govori neki drugi etiopski jezik. Najveći broj stanovnika Kombolče su vjernici islama njih 57.42%, vjernici Etiopske tevahedo Crkve su njih 41.71%.